# Color Graphics Adapter

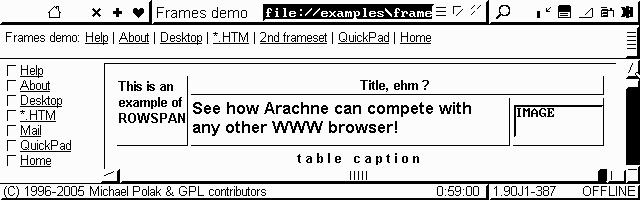
Браузер Arachne в режимі 640×200

CGA (англ. Color Graphics Adapter) — відеоадаптер, випущений IBM в 1981 році, і перший стандарт кольорових моніторів для IBM PC.
Перша графічна плата IBM, що підтримує кольорове зображення.
Стандартна графічна плата CGA має 16 кілобайтів відеопам'яті і може підключатися або до NTSC-сумісного монітора чи телевізора, або до RGBI монітора, такого як IBM 5153. Збудована на основі відеоконтролера Motorola MC6845, графічна плата CGA підтримує кілька графічних і текстових відеорежимів. Найвища роздільність серед усіх режимів — 640×200, найбільша глибина кольору — 4 біти (16 кольорів).

## Палітра CGA
| 16-колірна палітра CGA | 16-колірна палітра CGA       | 16-колірна палітра CGA | 16-колірна палітра CGA    |
| ---------------------- | ---------------------------- | ---------------------- | ------------------------- |
| 0                      | чорний #000000               | 8                      | (темно-) сірий #555555    |
| 1                      | синій #0000AA                | 9                      | блакитний #5555FF         |
| 2                      | зелений #00AA00              | 10                     | яскраво-зелений #55FF55   |
| 3                      | ціан #00AAAA                 | 11                     | яскравий ціан #55FFFF     |
| 4                      | червоний #AA0000             | 12                     | яскраво-червоний #FF5555  |
| 5                      | пурпурний #AA00AA            | 13                     | яскраво-пурпурний #FF55FF |
| 6                      | коричневий #AA5500           | 14                     | жовтий #FFFF55            |
| 7                      | білий (світло-сірий) #AAAAAA | 15                     | яскраво-білий #FFFFFF     |

Максимальна глибина кольору CGA — 4 біти. Це дозволяє використовувати палітру з 16 кольорів.
Молодші три біти відповідають червоному, зеленому і синьому кольорам електронних променів монітора. Чорний колір означає, що всі промені практично вимкнені.
Синьо-зелений колір (ціан) досягається змішуванням синього й зеленого променів, пурпуровий — синього й червоного, коричневий — зеленого й червоного. Білий (світло-сірий) досягається змішуванням всіх трьох променів.
Останні вісім кольорів досягаються встановленням четвертого біту — біту інтенсивності — що дає яскравішу версію кожного кольору, хоча на багатьох моніторах темно-сірий неможливо було відрізнити від чорного. Кольорова модель CGA «RGB плюс біт інтенсивності» також називається RGBI.
| темно-жовтий | темно-жовтий |
| ------------ | ------------ |
| 6            | #AAAA00      |

Винятком є колір № 6: за моделлю RGBI, колір № 6 буде відображатись як темно-жовтий (#AAAA00). Однак, IBM вирішила включити додаткову схему в кольоровий монітор, що ослаблювала зелений компонент кольору № 6.
```
if (colorNumber == 6) green = green / 2;
```

В результаті виходить коричневий колір (#AA5500).

## Стандартні текстові режими
- 40×25 символів, 16 кольорів. Кожний символ має розмір 8×8 точок. Ефективна роздільність екрану — 320×200 пікселів (пропорції пікселя — 1:1,2), при цьому неможливе звернення окремо до кожного пікселя. Всього доступно 256 різних символів, зображення котрих зберігаються в ПЗП відеокарти. Для кожного символу можна задати колір символу і колір фону, обидва кольори обираються з палітри. Відеокарта має обсяг пам'яті, достатній для збереження восьми відеосторінок.

- 80×25 символів, 16 кольорів. Використовується той самий набір символів, що й для режиму 40×25. Ефективна роздільність екрану — 640×200 пікселів (пропорції пікселя — 1:2,4), також неможливе звернення окремо до кожного пікселя. Через те, що на екран можливо вивести вдвічі більше символів, ОЗП відеокарти достатньо для збереження чотирьох відеосторінок.

## Стандартні графічні режими
- 320×200 пікселів, так само, як і у текстового режиму 40×25. В графічному режимі можливо звертатися до окремих пікселів. Одночасно можливо використовувати лише чотири кольори, котрі неможливо обрати самостійно — для даного режиму визначено дві палітри:
  1. Пурпурний, ціан, білий і колір фону (за замовчуванням — чорний).
  2. Червоний, зелений, коричневий і колір фону (за замовчуванням — чорний).

При встановлені біту інтенсивності доступні яскраві варіанти палітр.
- 640×200 пікселів, так само, як і у текстового режиму 80×25. Можливо звертатися до окремих пікселів. Цей режим монохромний, доступні лише білий і чорний колір (кольори можна змінити).

## Додаткові налаштування і відеорежими
| # | Палітра 3    |
| - | ------------ |
| 0 | default      |
| 1 | 3 — ціан     |
| 2 | 4 — червоний |
| 3 | 7 — білий    |

- В графічному режимі 320×200 колір фону можна змінити з чорного на будь-який з 16-колірної палітри.
- В графічному режимі 640×200 основний колір можна змінити з білого на будь-який з 16-колірної палітри.
- В текстовому режимі можна змінити колір бордюру (простору навколо основної області).
- В графічному режимі 320×200 можливо використовувати третю чотирьохколірну палітру.
- Текстовий режим 80×25 за допомогою налаштування відеоконтролера можна змусити працювати як 16-кольоровий графічний режим 160×100.[2]

Деякі з цих прийомів можна комбінувати. В більшості програм ці можливості не використовувались, але є приклади їх використання в комп'ютерних іграх.

## Дефекти
Найпомітніший апаратний дефект CGA — «сніг» в текстовому режимі 80×25. Відеопам'ять CGA не підтримує одночасний запис і читання. В результаті, якщо мікропроцесор здійснює запис в відеопам'ять в той момент, коли вона читається відеоадаптером — на екран виводяться випадкові пікселі. Цей дефект виправлено у багатьох клонах CGA.
Для програмістів ще однією перешкодою є черезрядковий (interlaced) формат відеопам'яті в графічних режимах.
Стандартні відеорежими не повністю використовують відеопам'ять.

## Технічні характеристики

### Роз'єм
Роз'єм на відеокарті:
| 5 | 1 |
|   |   |
| 9 | 6 |

| Pin | Функція                     |
| --- | --------------------------- |
| 1   | Маса                        |
| 2   | Маса                        |
| 3   | Червоний                    |
| 4   | Зелений                     |
| 5   | Синій                       |
| 6   | Інтенсивність освітленості  |
| 7   | Зарезервовано               |
| 8   | Горизонтальна синхронізація |
| 9   | Вертикальна синхронізація   |

### Сигнал
| Тип                   | Цифровий, ТТЛ    |
| Роздільність          | 640×200, 320×200 |
| Горизонтальна частота | 15,75 кГц        |
| Вертикальна частота   | 60 Гц            |
| Кількість кольорів    | 16               |

## Конкуруючі відеоадаптери
- Для бізнес-задач і роботи з текстами IBM одночасно з CGA випустила відеоадаптер MDA. Він виводив текст в режимі 80×25 з більш високою роздільністю — 9×14 пікселів на символ, що давало чіткіше зображення в текстовому режимі. З цієї причини, а також через більш високу вартість CGA, MDA був привабливішим для бізнес-користувачів.
- В 1982 році фірмою Hercules Computer Technology був випущений відеоадаптер Hercules Graphics Card. Він підтримував текстовий режим, сумісний з MDA, і монохромний графічний режим. Роздільність графічного режиму становила 720×348 пікселів — більше, ніж у CGA. Завдяки монохромній графіці більш високої роздільності і можливості роботи з більш дешевим монохромним монітором, Hercules Graphics Card для багатьох був привабливішим вибором.[9]
- Наступником CGA став відеоадаптер EGA, випущений в 1984 році, що підтримував більшу частину відеорежимів CGA і додаткову роздільність 640×350 пікселів, а також програмно-налаштовувану палітру (16 кольорів з 64 можливих) в текстових і графічних режимах. Після випуску EGA ціна на CGA була знижена, і CGA позиціонувався як відеоадаптер початкового рівня. Це дозволило CGA залишатись популярним ще кілька років.
- Популярність CGA стала падати з випуском VGA в 1987 році.